# Scina antarctica
Scina antarctica är en kräftdjursart. Scina antarctica ingår i släktet Scina och familjen Scinidae. Inga underarter finns listade i Catalogue of Life.